# Santuari de El Rocío
El Rocío, anomenat popularment com l’ermita de El Rocío o formalment com a santuari de Nuestra Señora de El Rocío, és un santuari al llogaret de El Rocío, adscrit al terme municipal d'Almonte (Huelva). En l'ermita hi ha la popular Verge de El Rocío. El santuari actual fou dissenyat per Antonio Delgado y Roig i Alberto Balbontín de Orta i s'acabà el 1969.
El Romiatge de El Rocío, celebrat un cop l'any per a la festivitat d'aquesta advocació en Pentecosta, congrega a centenars de milers de persones. Uneix al caràcter religiós el folklòric, l'ambiental i el lúdic. Ha estat considerada una de les manifestacions populars més rellevants d'Espanya.
El 2006 el llogaret i la seva ermita foren declarats bé d'interès cultural.

## L'ermita baixmedieval

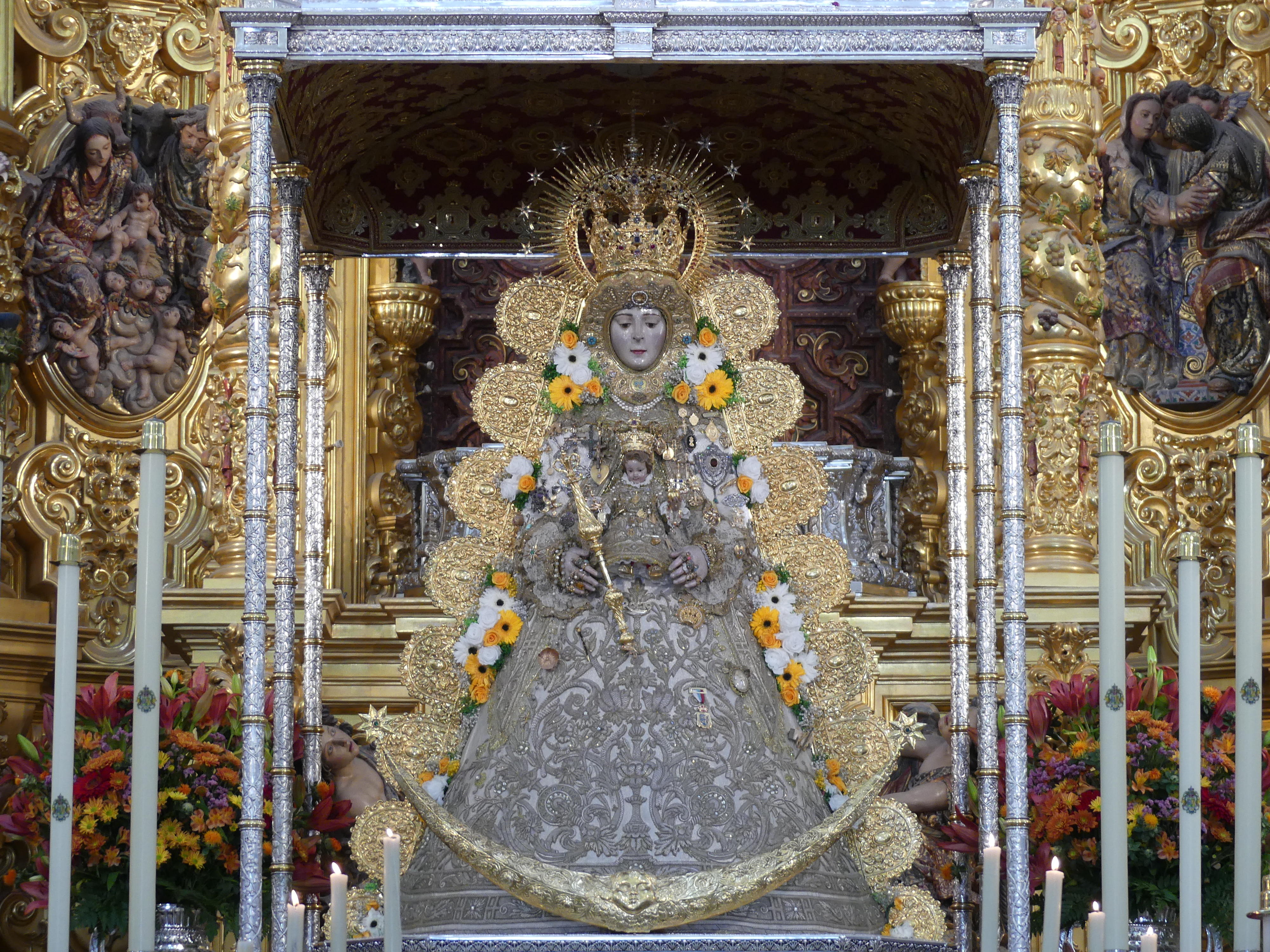
Verge de El Rocío, a l'interior de l'ermita

Alfons X conquistà Almonte en la segona meitat del segle XIII i des de 2016 té una estàtua commemorativa en aquesta vila.Segons l'acadèmic Juan Infante Galán degué ser aquest monarca qui aixecà l'ermita a la Verge en un paratge conegut com Las Rocinas.
A l'Arxiu Ducal de Medina Sidonia de Sanlúcar de Barrameda es conserva una delimitació del 1335 on hi ha la primera referència escrita a Santa María de las Rocinas.
El Libro de la montería d'Alfons XI, datat entre 1342 i 1350, dedica els set darrers capítols als llocs de caça d'Andalusia. Esmenta a l'entorn de Niebla "una tierra quel dicen las Rocinas" i afegeix que els millors sotos són els que es troben "cabo en iglesia que dicen Sancta Maria de las Roçinas".
El 1587 el sevillà Baltasar Tercero establí en el seu testament que, amb el seu llegat, es constituís una capellania a l'ermita. Aquesta fou establerta el 1598.
El primer cop que es diu a la Verge com del "Rocío" és en un document de l'Ajuntament d'Almonte del 25 d'abril de 1653.
Ja el 1724 es denominava l'ermita “Reial Santuari”.

## Segona ermita (1760)
El Terratrèmol de Lisboa de 1755 convertí l'ermita en ruïnes. La Verge de El Rocío fou traslladada a la Parròquia d'Almonte. Les obres de la nova ermita acabaren el 1760 i la Verge fou traslladada al nou edifici.

## Ermita actual (1969)
En 1961 el Cabildo de la Germandat Matriu d'Almonte - presidida per Antonio Millán Pérez - decidí aixecar un nou santuari, que rebé l'impuls del primer bisbe de Huelva, Pedro Cantero, qui en col·locà la primera pedra el 26 de gener de 1964. Fou projectada pels arquitectes Alberto Balbontín de Orta i Antonio Delgado y Roig amb planta de creu llatina, tres naus, un trifori i al fons, la capella major. L'ermita fou beneïda el 12 d'abril de 1969 pel llavors bisbe de Huelva, José María García, i el diumenge 13 d'abril, la Verge de El Rocío entrà per primer cop en el nou temple.
El 1973 l'ermita i l'entorn foren classificats pel govern com a Paratge Pintoresc, tot i que aquest reconeixement no aclaria l'àmbit de protecció.
En 2006 fou classificada com a bé d'interès cultural, en la categoria de Lloc Històric.
L'any 2012 l'ermita de El Rocío es vinculà a la Basílica de Santa María la Major de Roma.

## Galeria d'imatges

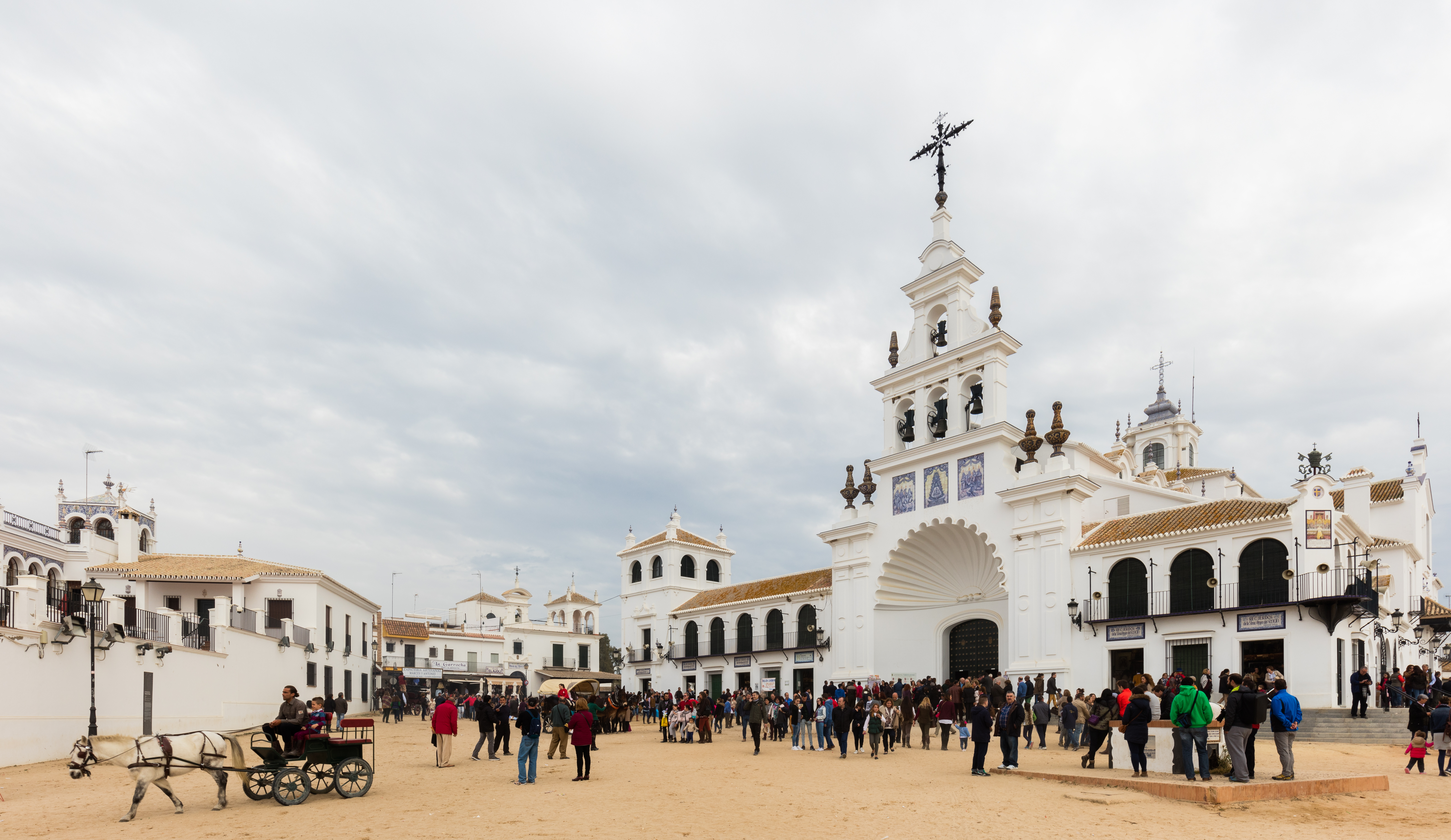
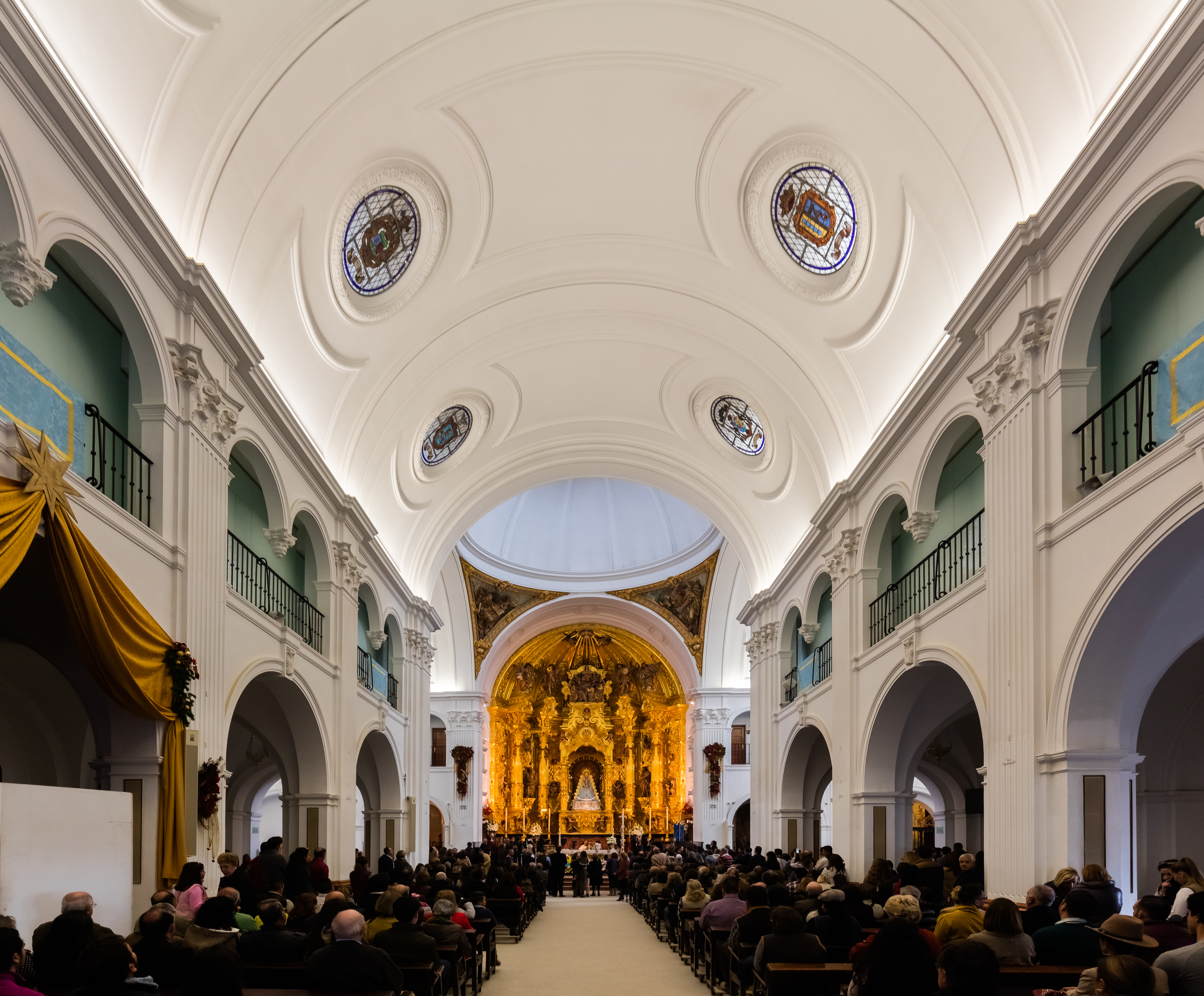
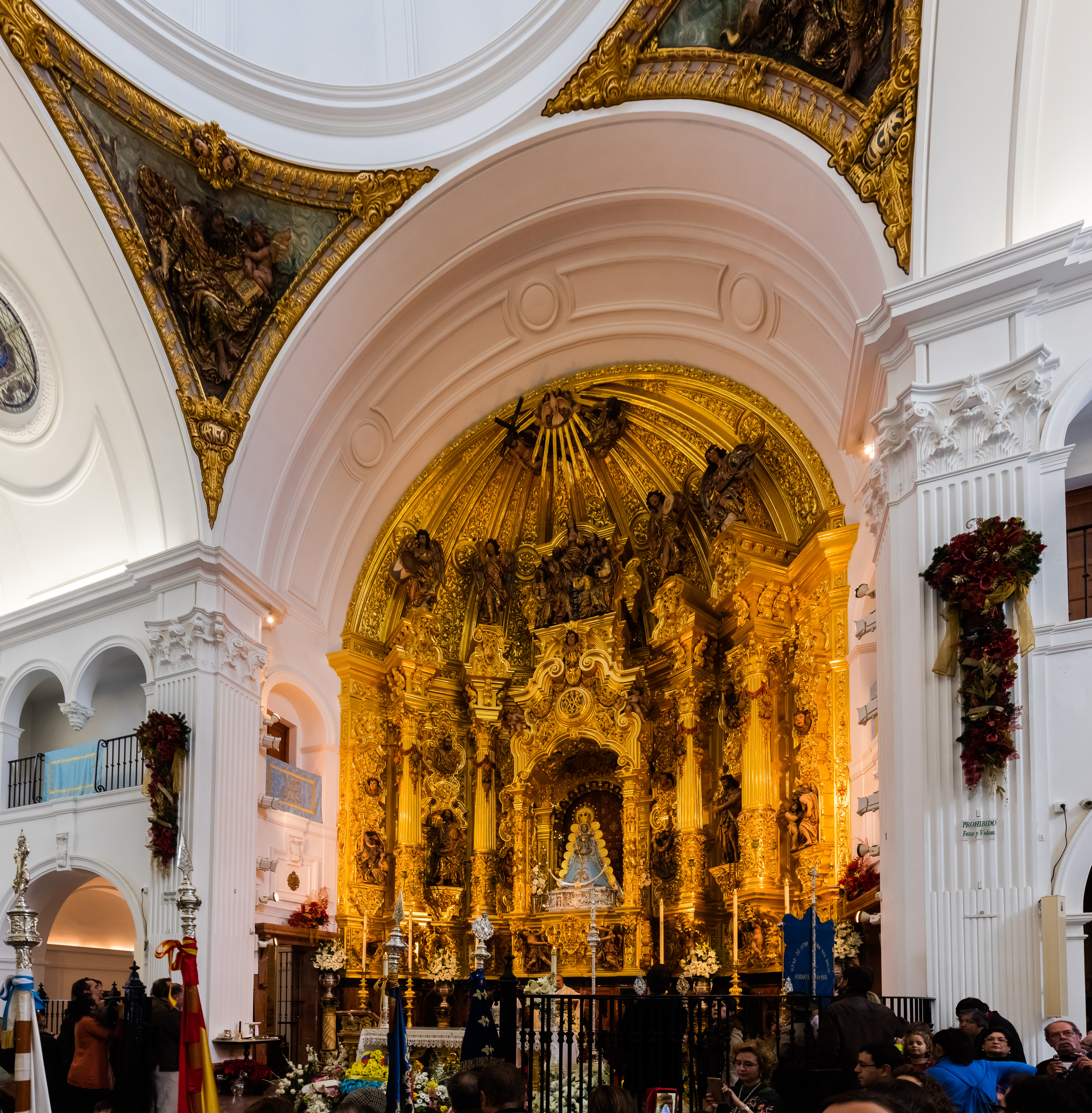
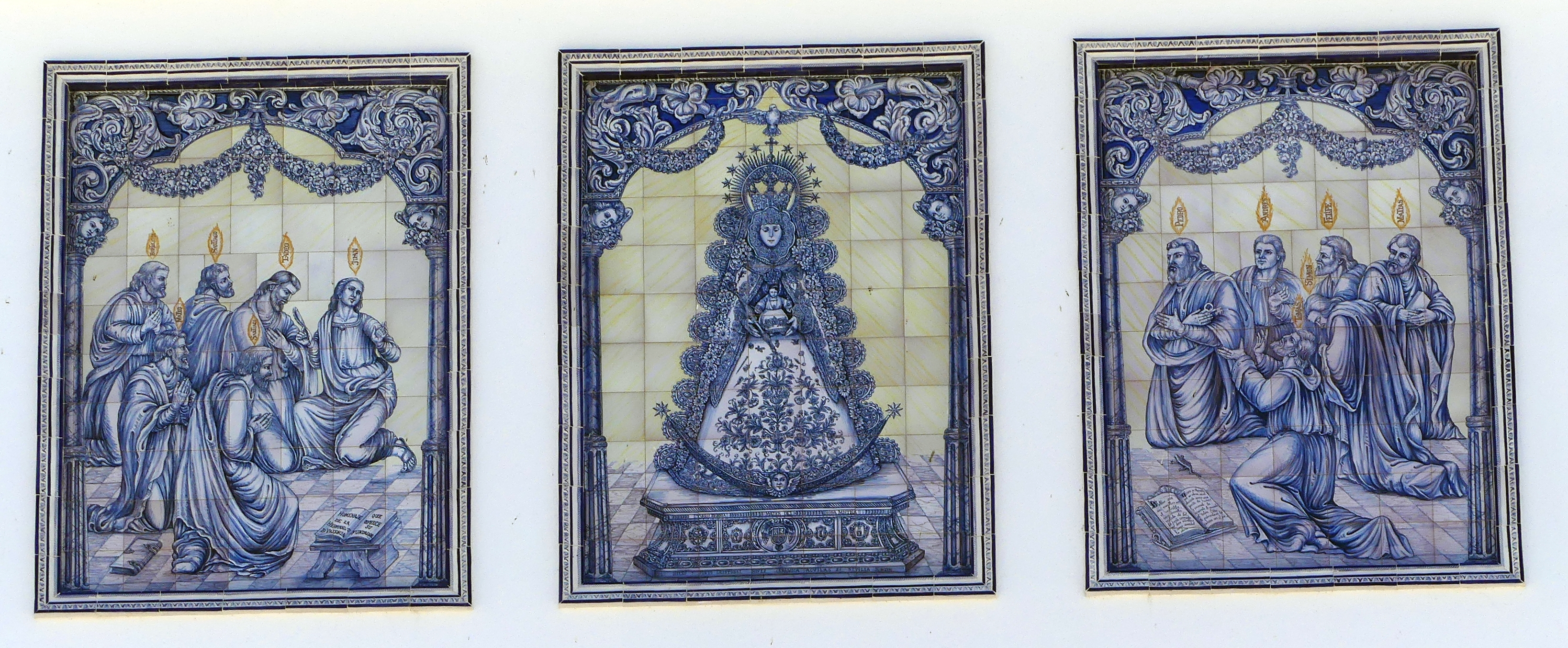
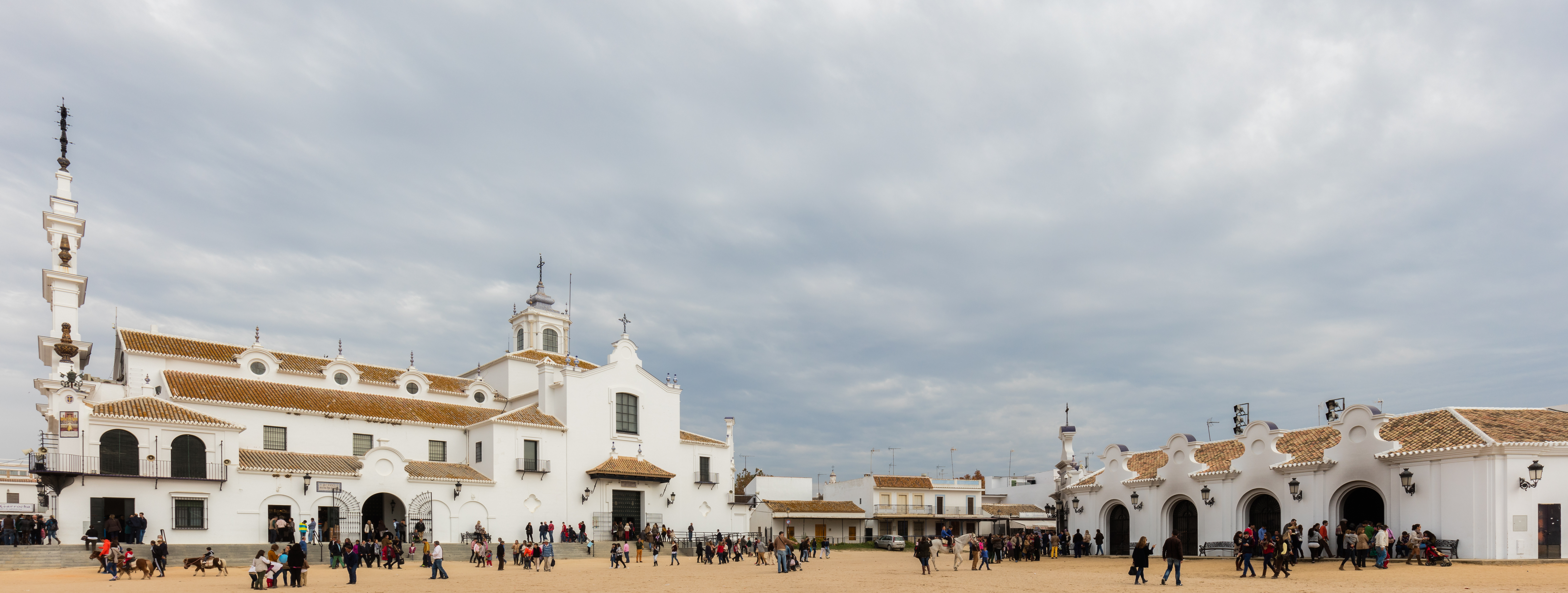
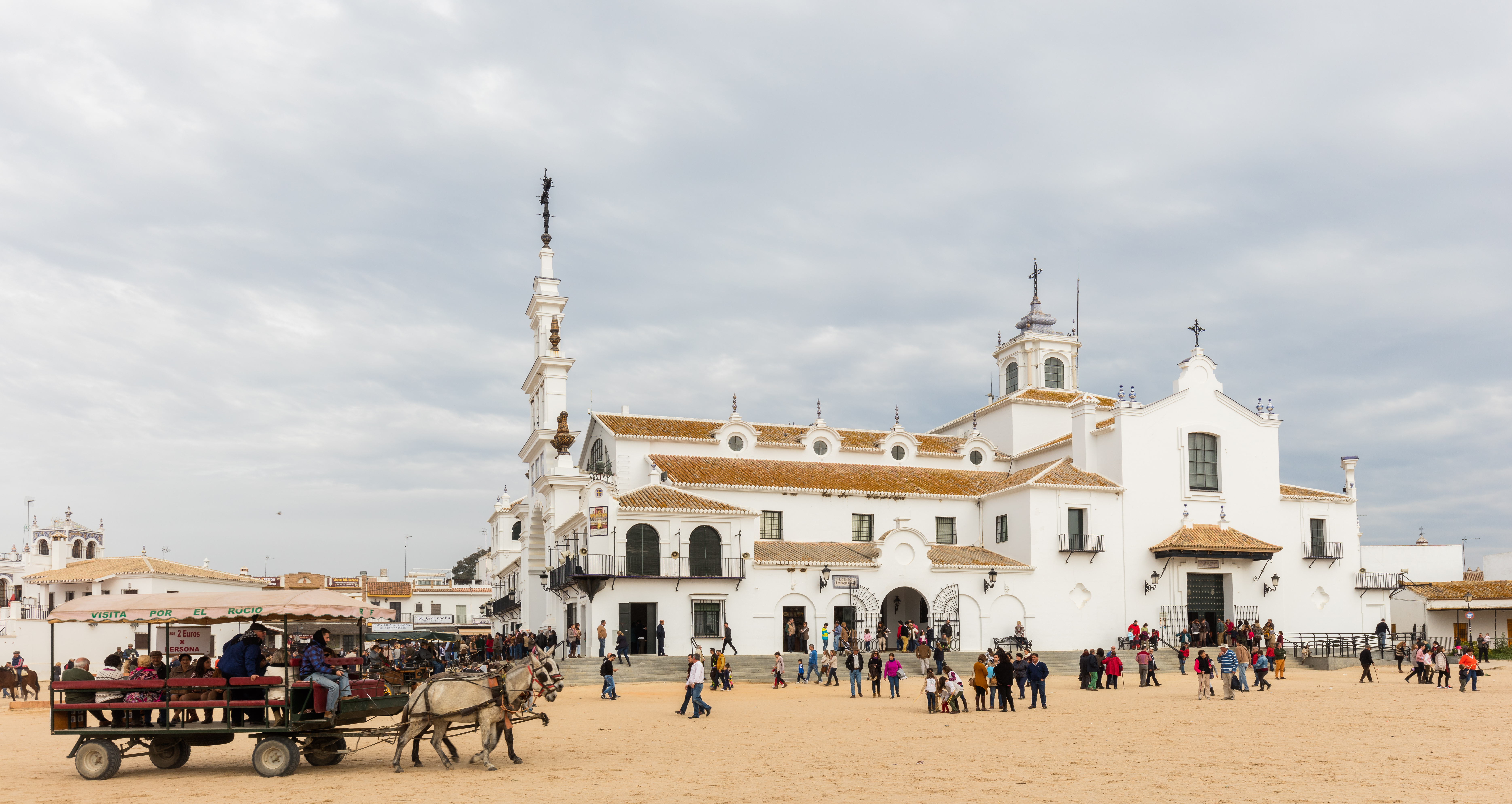
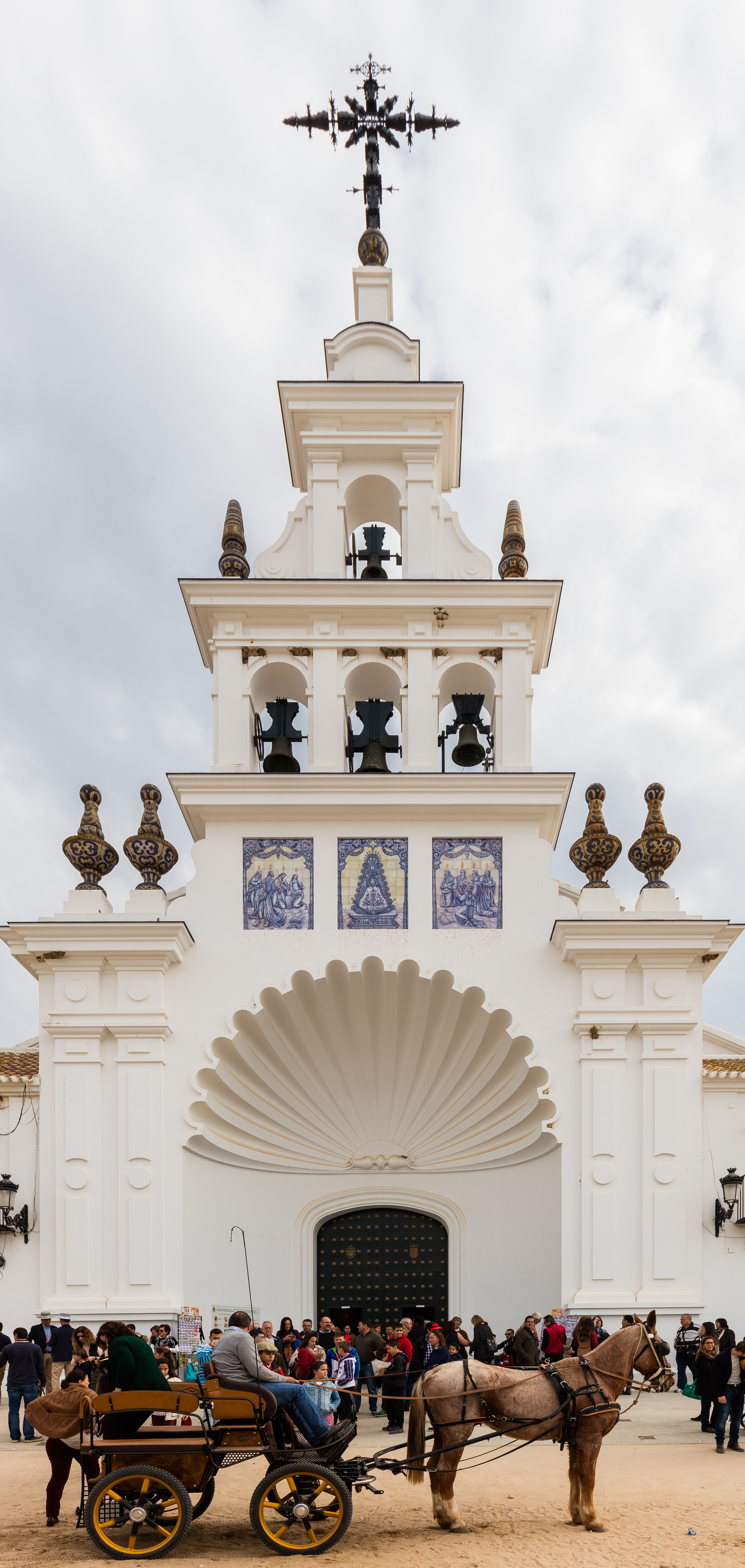